# Harald Marquardt
Harald Marquardt (* 8. Dezember 1953) ist ein deutscher ehemaliger Fußballtorwart. In den 1970er und 1980er Jahren spielte er in Hermsdorf (Thüringen), Zeulenroda und Silbitz in der DDR-Liga, der zweithöchsten Liga im DDR-Fußball.

## Sportliche Laufbahn
Bevor Harald Marquardt begann in der DDR-Liga zu spielen, stand er bis 1975 im Tor der Betriebssportgemeinschaft Fortschritt im thüringischen Bürgel. Zur Saison 1975/76 wechselte der 21-Jährige zum DDR-Ligisten BSG Motor Hermsdorf. Dort wurde er zunächst als 2. Torwart hinter dem 34-jährigen Horst Roselt nominiert. Tatsächlich setzte in Trainer Hans-Peter Fenk schon in der Saison-Hinrunde in acht Ligaspielen ein. Nachdem Roselt seine Laufbahn beendet hatte, wurde Marquardt zur Saison 1976/77 erster Torwart und bestritt in dieser Spielzeit 19 der 22 Punktspiele. 1977/78 wurde Marquardt von den neu hinzugekommenen Gerhard Quadejacob und Henning Franke abgelöst und wurde vom neuen Trainer Manfred Kaiser nur in den ersten vier Ligaspielen aufgeboten. 
Zum Saisonende verließ Harald Marquardt Motor Hermsdorf und schloss sich dem drittklassigen Bezirksligisten Motor Zeulenroda an. Mit der Mannschaft wurde er 1979 Bezirksmeister und Aufsteiger in die DDR-Liga. Für die DDR-Ligasaison 1979/80 wurde Harald Marquardt als dritter Torwart nominiert und kam in den 22 Ligaspielen nur neunmal zum Einsatz. Zeulenroda schafften nicht den Klassenerhalt, sodass Marquardt 1980/81 eine weitere Spielzeit in der Bezirksliga verbringen musste. 
Bereits als 28-Jähriger spielte Harald Marquardt 1981/82 seine letzte Saison im höherklassigen Fußball. Er hatte sich dem Aufsteiger in die DDR-Liga BSG Stahl Silbitz angeschlossen und wurde dort als zweiter Torwart hinter dem 22-jährigen Holger Werner eingestuft. Marquardt bestritt zwar das erste Punktspiel, wurde aber in der Auswärtspartie gegen Motor Weimar nach 65 Minuten beim Stand von 0:3 ausgewechselt. Danach kam er nur noch unregelmäßig in weiteren sieben Ligaspielen zum Einsatz. 
Nach 48 Spielen in der DDR-Liga beendete Harald Marquardt seine Laufbahn als Leistungssportler.